# Teiu (okręg Alba)
Teiu – wieś w Rumunii, w okręgu Alba, w gminie Horea. W 2011 roku liczyła 77 mieszkańców.